# 威廉·斯托頓
威廉·斯托顿（英語：William Stoughton，1631年—1701年7月7日）是一位新英格蘭地方法官，也是马萨诸塞湾省行政官。他曾负责审理塞勒姆审巫案。他一家從英國移民到馬薩諸塞省，他一度前往英國，後來又回到馬薩諸塞省。斯托顿就是以他的名字命名的。

## 外部連結

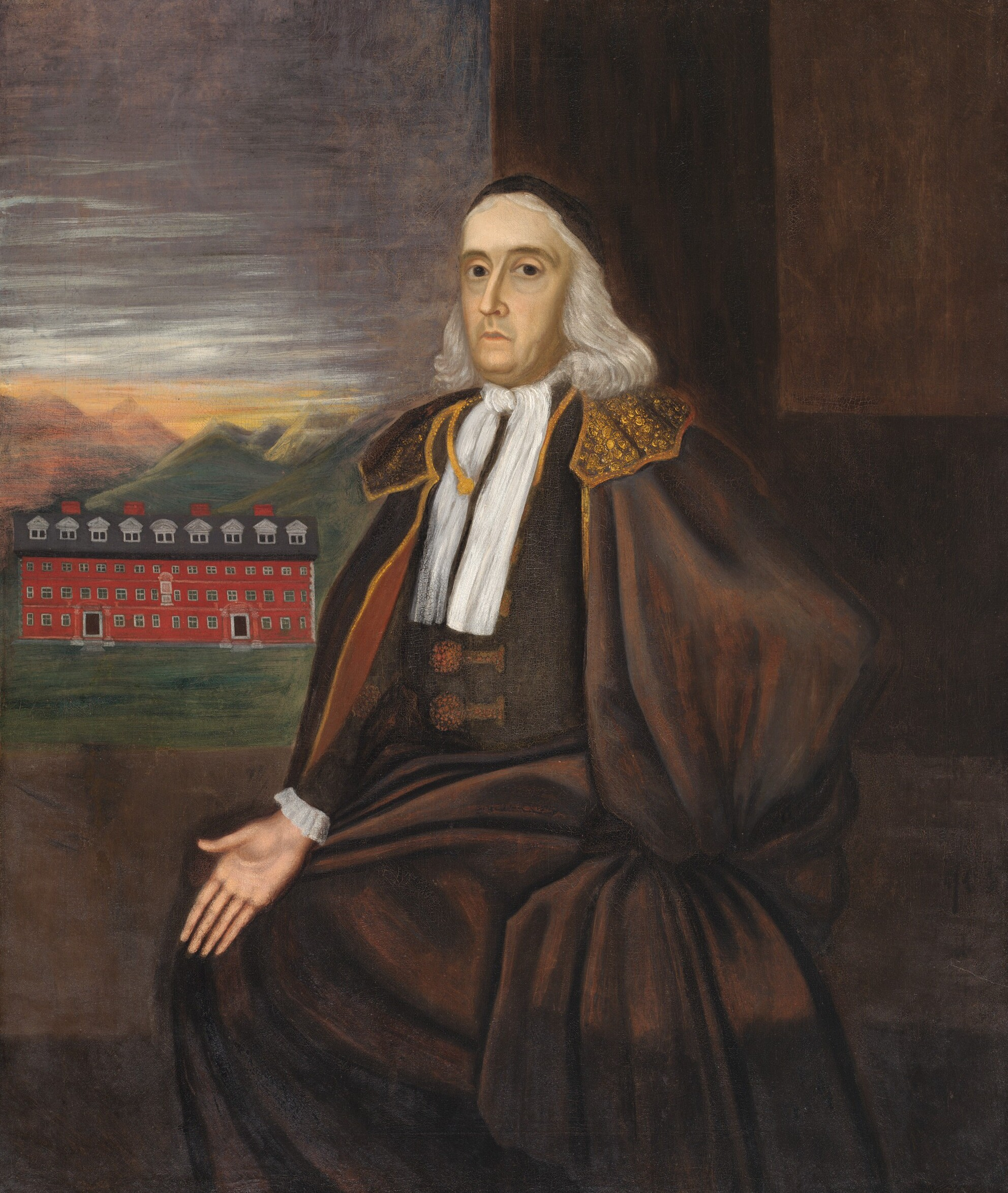
威廉·斯托頓

- Biography of William Stoughton (1631–1701) from Stoughton, MA website
- A narrative of the proceedings of sir Edmond Androsse and his complices by William Stoughton, et al. (1691)
- "William Stoughton," pp. 194–208 of Biographical Sketches of Graduates of Harvard University, Vol. 1